# Seilrutsch
Als Seilrutsch bezeichnet man im Bergbau das Rutschen des Förderseils in der Treibscheibe, das bei starkem Anfahren oder scharfem Abbremsen auftreten kann. Seilrutsch tritt überwiegend beim Einhängen einer Überlast auf. Im Gegensatz zum Seilwandern tritt Seilrutsch nicht ständig auf.

## Grundlagen
Bei Treibscheibenförderungen muss die Antriebskraft zur Bewegung der Förderkörbe mittels Reibung erfolgen, wobei es unter bestimmten Bedingungen zum Seilschlupf kommt. Dieser Seilschlupf kann beispielsweise während Beschleunigungsphasen derart ausgeprägt sein, dass das Förderseil erheblich über die Treibscheibe rutscht (Seilrutsch). Dieser Seilrutsch ist meistens unerwünscht, da er unangenehme Nebenwirkungen hat. Der Seilrutsch kann zur Folge haben, dass der Fördermaschinist, oder bei Automatikbetrieben die Steuerung, den Förderkorb nicht mehr an der vorgeschriebenen Position anhalten kann. Durch sehr starken Seilrutsch kann es sogar passieren, dass die Körbe bis in die Fangvorrichtungen fahren. In bestimmten Situationen ist der Seilrutsch teilweise beabsichtigt und erforderlich. Falls der Förderkorb blockiert oder das Gegengewicht aufsitzt, muss das Seil durchrutschen, damit es nicht beschädigt wird oder unter Umständen sogar reißt.

## Seilschlupfarten
Der Seilschlupf (Seilrutsch) lässt sich in drei Hauptgruppen Gleitschlupf, Laufradiusschlupf und Dehnungsschlupf unterteilen. Bei Anfahr- und Abbremsvorgängen wird durch die Trägheit der Massen der Gleitschlupf verursacht. Gleitschlupf tritt insbesondere dann auf, wenn die Massenträgheiten nicht vollständig durch die Seildehnung kompensiert werden können. Der Laufradiusschlupf wird durch die unterschiedlichen Seilkräfte hervorgerufen. Abhängig von der Seilkraft ändert sich die Eindringtiefe des Förderseils in die Rille der Treibscheibe und somit der Laufradius. Da der Weg des Förderseils auf beiden Seiten der Seilscheibe gleich sein muss, tritt eine Relativbewegung zwischen Förderseil und Treibrille auf, der Laufradiusschlupf. Der Dehnungsschlupf entsteht durch die unterschiedlich großen Seilkräfte {\displaystyle S_{1}} und {\displaystyle S_{2}}, die auf beiden Seiten der Treibscheibe herrschen. Durch diese unterschiedlichen Seilkräfte kommt es zu einer Änderung der elastischen Dehnung zwischen dem Auflaufpunkt und dem Ablaufpunkt des Förderseiles. Die daraus resultierende Relativbewegung zwischen Förderseil und Treibrille führt zum Seilschlupf.

## Entstehung des Seilrutsches
Seilrutsch wird hervorgerufen durch dynamische Kräfte beim Verzögern oder beim Anfahren. Dabei gilt gemäß der Euler-Eytelwein-Formel, dass die ohne Seilrutsch mögliche Kraft {\displaystyle F_{1}} abhängig ist von der Kraft {\displaystyle F_{2}} im Leertrum. Die Differenz der beiden Seilzugkräfte {\displaystyle F_{1}} und {\displaystyle F_{2}} an der Treibscheibe, bei welcher ein Seilrutsch gerade noch vermieden wird, nennt man Seilrutschgrenze. Einen wesentlichen Einfluss hat dabei die durch Reibschluss zwischen Förderseil und Treibscheibe übertragene Umfangskraft {\displaystyle F_{u}}. Hierbei kommt dem Reibwert µ eine große Bedeutung zu.

Umschlingungswinkel α

Dabei gilt für die übertragbare Umfangkraft: {\displaystyle F_{u}=F_{1}-F_{2}\,}
Wird jedoch das die Treibfähigkeit kennzeichnende kritische Seilkraftverhältnis überschritten, kommt es zum Seilrutsch. Das Rutschen des Förderseiles über die Treibscheibe ist physikalisch dadurch gekennzeichnet, dass der Zustande der Haftreibung übergeht in den Zustand der Gleitreibung. Dadurch kommt es dann zu Relativbewegung zwischen Förderseil und Treibscheibe. Einen großen Einfluss auf die Unterdrückung des Seilrutsches hat der Umschlingungswinkel des Förderseils um die Treibscheibe. Hierbei gilt, dass der Seilrutsch eine Funktion des Umschlingungswinkels α ist, und nicht bedingt wird durch unterschiedliche Standorte der Fördermaschine.

## Gegenmaßnahmen
Damit es unter Normalbedingungen nicht zum Seilrutsch kommt, muss besonders darauf geachtet werden, dass zwischen Treibscheibe und Förderseil stets eine genügend hohe Reibung vorhanden ist. Dies wird zunächst durch geeignete Stoffe erreicht, die eine hohe Reibungszahl haben und als Seilscheibenfutter verwendet werden. Die Seilschmierung muss mit einem geeigneten Mittel erfolgen, das zähklebrig ist und nur mit einer dünnen Schicht auf das Förderseil aufgetragen werden darf. Noch besser ist es, das Seil mit Seillack zu bearbeiten. Auch die Seilseele darf auf keinen Fall mit Fett geschmiert werden. Eine weitere Möglichkeit dem Seilrutsch entgegenzuwirken, ist der entsprechende Umschlingungswinkel. 
Es müssen folgende Mindestbedingung erfüllt sein:
Bei Turmfördermaschinen:      {\displaystyle {\frac {F_{\text{u}}}{F_{2}}}=1{,}66}
Bei Flurfördermaschinen:      {\displaystyle {\frac {F_{\text{u}}}{F_{2}}}=1{,}19}
Quelle: